# Tetraena fontanesii
Tetraena fontanesii är en pockenholtsväxtart som först beskrevs av Webb & Berthel., och fick sitt nu gällande namn av Beier & Thulin. Tetraena fontanesii ingår i släktet Tetraena och familjen pockenholtsväxter. Inga underarter finns listade i Catalogue of Life.